# Low-Volume-Sampler
Ein Low-Volume-Sampler (LVS) ist ein Messgerät zur Erfassung von Schwebstaub und gasförmigen chemischen Verbindungen. Er wird sowohl bei Messungen im Innenraum als auch in der Außenluft verwendet. Der früher etablierte Begriff Kleinfiltergerät soll nicht mehr verwendet werden.

## Aufbau und Verfahren
Ein Low-Volume-Sampler besteht im Wesentlichen aus einem Volumenstrommessgerät und einer Vakuumpumpe für Volumenströme zwischen 2,3 m3/h und 3 m3/h. Bei der Vakuumpumpe sollte es sich vorzugsweise um eine Drehschieberpumpe handeln. Ein Probenahmesystem gehört nicht zum Low-Volume-Sampler. Dies kann in Abhängigkeit von der Messaufgabe ausgewählt werden.
Bei der Probenahme von Partikeln werden diese auf einem Filter abgeschieden und der Filter im Anschluss ausgewogen, sofern die abgeschiedene Partikelmasse von Interesse ist. Wenn nur Staubinhaltsstoffe betrachtet werden sollen, kann auf eine Wägung verzichtet werden.
Für die Messung der Fraktionen PM10 und PM2,5 werden spezielle Probenahmeköpfe nach DIN EN 12341 verwendet. Dabei ist darauf zu achten, dass ein konstanter Volumenstrom einstellbar ist.
Vorteil des Low-Volume-Samplers ist sein im Vergleich zu anderen aktiv sammelnden Messgeräten niedriges Gewicht und die geringe Geräuschentwicklung. Damit ist das Gerät auch für mobile Einsätze geeignet. Die messtechnische Erfassung von polychlorierten Biphenylen in der Innenraumluft kann mittels Low-Volume-Sampler erfolgen.